# هوربن
هوربن (به آلمانی: Horben) یک شهر در آلمان است که در برایگاو-هخشوارتسوالد واقع شده‌است. هوربن ۱٬۱۰۸ نفر جمعیت دارد.